# Лазарево (община Зренянин)
Лазарево (серб. Лазарево) — населённый пункт в Сербии, в Воеводине, Средне-Банатском округе, общине Зренянин.

## Население
В селе проживает 3308 жителей, из которых совершеннолетних 2691. Средний возраст — 40,4 года (мужчины — 38,8 года, женщины — 41,9 года). В населённом пункте 1079 домохозяйств, среднее число членов в которых — 3,07.
| Этносы     | Численность | %    |
| ---------- | ----------- | ---- |
| сербы      | 3135        | 94,8 |
| югословены | 52          | 1,6  |
| венгры     | 40          | 1,2  |

## История
26 мая 2011 года в селе был арестован Ратко Младич.